# El Molón
El Molón  est un site archéologique situé sur la Sierra de Lira (es) au nord de la commune de Camporrobles (comarque de Requena-Utiel) dans la province de Valence,.
Le nom vient de la colline sur laquelle il se trouve, une grande colline du Crétacé culminant à 1 124 m d'altitude. L'oppidum a une forme allongée et est structuré en plusieurs plateformes. La plus grande zone centrale a été choisie comme site d'implantation car elle est très adaptée au développement urbain, tout en présentant des conditions défensives imbattables, car elle est en grande partie délimitée par des escarpements abrupts. 1
Le site préhistorique correspond à un établissement humain ibérique de la tribu des Contestani  qui a eu une occupation continue entre les XIIIe et Ier siècles av. J.-C..
C'est une aire protégée en tant Paysages terrestres protégés que depuis 2012.

## Historique

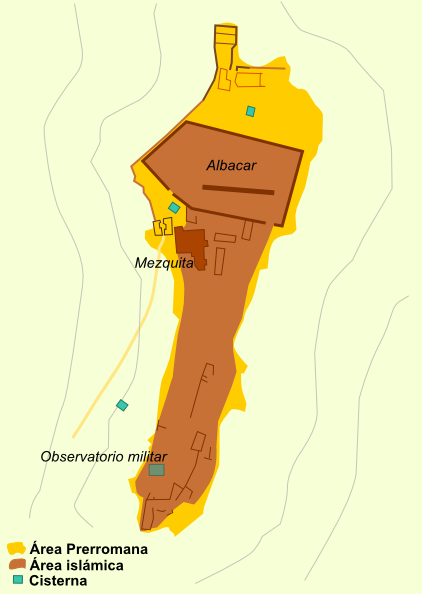
Plan du site d'El Molón.

Le site présente un grand intérêt en raison de sa situation géographique stratégique, dans la zone de transition entre la Meseta, la Serranía de Cuenca et la côte méditerranéenne. Le site a donc eu une occupation continue depuis la fin de l'âge du bronze ou le début de l'âge du fer, s'étendant jusqu'à la seconde moitié du Ier siècle av. J.-C.. Il a été abandonné à l'époque romaine lorsque les colonies se sont déplacées vers la plaine, même si le lieu continuera à être visité pendant cette période, étant donné la présence sporadique de matériaux des premiers siècles de notre ère. Le lieu sera récupéré à une époque indéterminée dans la seconde moitié du VIIIe siècle, pour être définitivement abandonné vers le Xe siècle comme lieu d'habitat. Il a été réoccupé comme observatoire militaire pour l'aérodrome voisin pendant la guerre d'Espagne et comme champ de culture dans les années 1940 .

## Niveaux d'occupation

### Pré-romain
Durant la période de l'Hispanie romaine, le système défensif est en grande partie conservé, au point d'en faire l'un des grands exemples de poliorcétique ibérique et celtibère. Les découvertes les plus spectaculaires ont porté sur l'habitat de l'âge du fer, dont la superficie de 2,65 ha, qui serait plus grande compte tenu de l'existence de quartiers hors les murs, permet de la considérer comme un petit oppidum. 
La grande défense naturelle du lieu était complétée, sur une centaine de mètres, par un mur longitudinal très bien conservé au nord et à l'ouest, zones les plus accessibles, tandis qu'une grande tour rectangulaire d'environ 40 m2, une tour antemurale ou avancée avec des douves d'environ 20 m de long et près de 5 m de large, auxquelles est rattachée une poterne magnifiquement conservée, défendent l'isthme situé du côté oriental, le plus vulnérable. Deux tours, dont il ne reste pratiquement aucun vestige aujourd'hui, encadreraient la porte d'accès principale à l'oppidum, à laquelle on accèderait par un chemin creusé dans la roche, qui préserve les profondes rainures produites par les roues des charrettes. 
Le village était doté de plusieurs citernes creusées dans la roche, deux à l'intérieur de l'habitat et une autre, de plus de 20 m de profondeur, à l'extérieur de l'enceinte, à côté du chemin qui menait à l'accès principal. Aux alentours, est documentée la nécropole de crémation en urne, malheureusement presque entièrement détruite. On trouve également l'existence d'une grotte-source située au pied du versant sud-ouest, interprétable comme sanctuaire.

### Al-Andalus
Le plan complet de l'habitation est conservé à la période de l'Al-andalus, qui semble correspondre à un hisn (es) ou place fortifiée d'une certaine hauteur. Le complexe présente l'intérêt d'avoir conservé tout le plan de l'habitation, d'un peu moins d'un hectare, entouré d'un mur qui s'étend sur tout son périmètre, identifiant deux zones à l'intérieur.Le premier est le village lui-même, où l'on trouve la mosquée et d'autres bâtiments attenants, ainsi que des groupes de pièces, articulés par des espaces ouverts ; Dans sa partie la plus haute se trouvent les restes d'une petite tour de guet. La deuxième zone est une zone sans construction reliée aux autres zones par deux entrées et qui est interprétée comme un albacar (enclos). En ce qui concerne les logements, ce sont de grands espaces rectangulaires, pour la plupart sans compartimentage interne, avec des murs de disposition irrégulière, généralement construits sur les restes des précédents, appartenant à la phase ibérique du village. À l'extérieur de ce niveau se trouvaient les défenses préromaines, transformées en un espace de service dans lequel un grand bâtiment a été documenté. 
Mosquée : Située dans la partie la plus orientale de la zone supérieure, c'est la découverte la plus importante. Il s'agit d'un bâtiment rectangulaire, dans lequel l'orientation prédéterminée du mur sud ou qibla, auquel est attachée une niche rectangulaire ou mihrab, nous conduit à son identification claire. Le bâtiment est composé d'une grande pièce, au sud, dans laquelle sont identifiées des pièces séparées communicantes, dont chacune pourrait éventuellement avoir une niche, ainsi qu'une petite antichambre qui céderait la place à ce qui a été interprété comme un patio situé au nord. La présence de ce bâtiment dans cette colonie met en valeur son caractère unique en révélant l'idéologie et la culture de ses habitants, éventuellement berbères.